# Simone Rossi (pallanuotista)
Simone Rossi (Brescia, 3 novembre 1992) è un pallanuotista italiano, difensore dell'Orvosegyetem.

## Biografia
È figlio dell'ex calciatore ed attuale commissario tecnico dell'Ungheria, Marco Rossi.

## Carriera
Cresciuto nelle giovanili del Brescia, arriva al CN Posillipo nel 2010, per approdare in prima squadra nel 2012.
Dopo due stagioni in rossoverde, passa all'Acquachiara dove arriva in finale di Coppa LEN. Dopo altre tre stagioni al Posillipo approda all'Ortigia, dove nel 2023 arriva in finale di Coppa Italia. 